# Filip Lukas
Filip Lukas (Kaštel Stari, 1871. április 29. – Róma, 1958. február 26.), horvát geográfus, geopolitikus, teológus, történész, egyetemi tanár, a Matica hrvatska elnöke.

## Élete és munkássága
Kaštel Stariban született 1871-ben. Teológiai tanulmányait Zárában (1896), történelem-földrajzi tanulmányait Grazban és Bécsben végezte. A diploma megszerzése után (1906) a dubrovniki tengerészeti iskola (1904-től), majd a sušaki gimnázium (1907-től) tanára volt. 1911-től a zágrábi Kereskedelmi Főiskolán tanított. 1920-tól 1945-ig a zágrábi Közgazdasági és Kereskedelmi Főiskola gazdaságföldrajz professzora, ezalatt háromszor volt a ma Zágrábi Egyetem Közgazdaságtudományi Kara néven működő felsőoktatási intézmény dékánja. Számos tudományos közlemény szerzője és több atlasz társszerzője. A maga idejében a geopolitikáról írt, amely akkoriban új tudományág volt.
1928 és 1945 között megszakítás nélkül volt a Matica hrvatska elnöke. Ebben az időszakban kiemelkedő értelmiségiként és horvát hazafiként a jugoszláv egyesüléssel szembeni ellenállás egyik szimbólumává vált. Tevékenységében nem kötődött maradéktalanul a Horvát Parasztpárt politikájához, amely akkoriban a horvát politika fő ereje volt. Ugyan nagyra értékelte a parasztságot, de összeütközésbe került a Horvát Parasztpárt exkluzivista parasztideológiájával. Hangsúlyozta, hogy nem a parasztság az egyetlen horvát osztály, és ezért nem lehet az egyetlen, aki a horvát politikát létrehozta. Számára az értelmiségiek, írók és kulturális munkások voltak a horvát nemzeti eszmék fő hordozói és értelmezői. Az 1930-as években a nagyszerb ellenes Josip Frank követőinek, a frankovacoknak a köreihez közel álló vezető értelmiségiek egyikeként vált ismertté, de bizonyos szempontból elhatárolódott az usztasák politikájától. 1944 szilveszterén, amikor a jövőbeli jugoszláv kommunista uralom veszélye már egyértelműen a levegőben volt, Lukas beszédében még mindig védte a horvát függetlenség eszméjét: „Elképzeléseink, amelyekért harcolunk: a szabadság és a függetlenség a saját államunkban, emberségben és igazságban. Ezért harcolunk és ezt akarjuk elérni".
1945-ben elmenekült Horvátországból, és a kommunista hatóságok a Független Horvát Állam (NDH) kormányának állítólagos támogatása miatt távollétében halálra ítélték. Előbb, Klagenfurtban, majd 1949-től Rómában élt. Az emigrációban 1951-től szerkesztette a „Hrvatska revija” horvát nyelvű folyóiratot. 1958-ban halt meg Rómában.
A Zágráb Megyei Bíróság csak 2017-ben helyezte hatályon kívül az 1945-ös ítéletet. A jugoszláv kommunista totalitárius rezsim által hozott ítélet felülvizsgálatára irányuló kérelmet a család nevében az egyesület nyújtotta be. Filip Lucas földi maradványait 2021-ben szállították át Rómából, és a kastel stari Szent Miklós temetőben helyezték örök nyugalomra.

## Főbb művei
Filip Lukas több mint 170 tudományos dolgozatot és 12 könyvet írt földrajzi és történelem témában.
- Utjecaj prirodne okoline na stanovništvo Dalmacije: (antropogeográfiai tanulmány) Dubrovnik, 1906
- Gospodarska geografija za trgovačke akademije, Zagreb, 1915
- Geografija Kraljevine Srba, Hrvata i Slovenaca, Zagreb, 1922 (2. kiadás 194.)
- Geografija Kraljevine Jugoslavije (társszerző: Nikola Peršić)
- Ekonomska geografija, Zagreb, 1923–1924
- Geografijska osnovica hrvatskog naroda Zagreb, 1925
- Strossmayer i hrvatstvo: spomenspis prigodom otkrića spomenika, Zagreb, 1926
- Zapadna Evropa, I. kötet: Britanski otoci,  Zagreb, 1935
- Hrvatska narodna individualnost (előadás Csáktornyán a nemzeti újjászületés 100. évfordulója alkalmából 1936. február 16.) Zagreb, 1936
- Dr. Ante Starčević (előadás a Horvát Zenei Intézet aulájában Ante Štarčević halálának 41. évfordulóján 1937. február 28-án) Jastrebarsko, 1937
- Hrvatsko pitanje i Londonski ugovor, Zagreb 1937
- Hrvatska narodna samobitnost, Problem hrvatske kulture, Zagreb, 1938
- Zemljopis Nezavisne Države Hrvatske, a középiskolák számára, Zagreb, 1941, (2. kiadás 1943) (társszerző: Nikola Peršić)
- Povijest Bosne i Hercegovine (1942)
- Naša domovina, I-II. kötet: Hrvatska zemlja-hrvatski narod, hrvatska poviest-hrvatska znanost, Zagreb, 1943
- Stogodišnja uloga Matice hrvatske u sklopu političkokulturne poviesti hrvatskog naroda, Zagreb, 1944
- Za hrvatsku samosvojnost: zakoni zemlje-krvi-duha: esszék, beszédek, cikkek
- Hrvatski narod i hrvatska državna misao, Zagreb, 1944
- Ličnosti-stvaranja-pokreti, Zagreb, 1945
- Hrvatska narodna samobitnost, Dom i svijet, Zagreb, 1997

## Emlékezete
Zágrábban, Zárában és Ivanja Rekában utca, Kaštelában általános iskola viseli a nevét.

## Fordítás
Ez a szócikk részben vagy egészben  a   Filip Lukas című horvát Wikipédia-szócikk ezen változatának fordításán alapul.  Az eredeti cikk szerkesztőit annak laptörténete sorolja fel. Ez a jelzés csupán a megfogalmazás eredetét és a szerzői jogokat jelzi, nem szolgál a cikkben szereplő információk forrásmegjelöléseként.